# Ifanadiana (district)
Ifanadiana is een district van Madagaskar in de regio Vatovavy-Fitovinany. Het district telt 146.177 inwoners (2011) en heeft een oppervlakte van 3.958 km², verdeeld over 13 gemeentes. De hoofdplaats is Ifanadiana.
In dit district bevindt zich het Nationaal park Ranomafana.